# Аті-Ривер
Аті-Ривер (англ. Athi River) — місто у Кенії, розташоване в окрузі Мачакос.
Населення міста становить 139 380 мешканців (2009).
Місто є значним індустріальним центром. У ньому діють шість цементних заводів. Також є прокатний та нафтопереробний заводи.

## Клімат
Місто знаходиться у зоні, котра характеризується морським кліматом. Найтепліший місяць — березень із середньою температурою 20.9 °C (69.6 °F). Найхолодніший місяць — липень, із середньою температурою 17 °С (62.6 °F).
| Клімат Аті-Ривера       | Клімат Аті-Ривера | Клімат Аті-Ривера | Клімат Аті-Ривера | Клімат Аті-Ривера | Клімат Аті-Ривера | Клімат Аті-Ривера | Клімат Аті-Ривера | Клімат Аті-Ривера | Клімат Аті-Ривера | Клімат Аті-Ривера | Клімат Аті-Ривера | Клімат Аті-Ривера | Клімат Аті-Ривера |
| Показник                | Січ.              | Лют.              | Бер.              | Квіт.             | Трав.             | Черв.             | Лип.              | Серп.             | Вер.              | Жовт.             | Лист.             | Груд.             | Рік               |
| Середня температура, °C | 19,7              | 20,5              | 20,9              | 20,6              | 19,4              | 17,8              | 17                | 17,4              | 18,8              | 20,2              | 19,7              | 19,5              | 19,3              |
| Норма опадів, мм        | 48.2              | 46.9              | 76.1              | 166.9             | 104.1             | 21.9              | 9.9               | 11.9              | 15.9              | 41.6              | 127.5             | 86.7              | 757.6             |
| Днів з опадами          | 7,6               | 6,7               | 11,2              | 18                | 14,2              | 5,1               | 4,5               | 5,3               | 4,1               | 6,9               | 18,6              | 11,6              | 113,8             |
| Вологість повітря, %    | 59.9              | 58.2              | 61.5              | 69.4              | 71.3              | 69.3              | 69.5              | 67.7              | 61.3              | 59.1              | 67.2              | 65.6              | 65                |
| ----------------------- | ----------------- | ----------------- | ----------------- | ----------------- | ----------------- | ----------------- | ----------------- | ----------------- | ----------------- | ----------------- | ----------------- | ----------------- | ----------------- |
| Джерело: Weatherbase    |                   |                   |                   |                   |                   |                   |                   |                   |                   |                   |                   |                   |                   |